# 安大略412號省道
安大略412號省道（英語：Ontario Highway 412），正式名稱為國王412號公路（King's Highway 412），是加拿大安大略省南部一條南北向400系列高速公路，全長約10（6.2英里），全線位於大多倫多地區杜林區惠特比鎮以内，南北兩端分別與401號公路和407號公路的東延路段交匯。此項目在早期規劃階段曾稱為杜林西部通道（West Durham Link），並與407號公路東延項目的首階段一併進行，於2016年6月20日通車。此公路從2017年至2022年間曾為一條收費道路。

## 走線
412號公路全長約10（6.2英里），走線坐落於湖嶺道（Lakeridge Road）和加冕道（Coronation Road）之間。公路南端在一座三層交匯處與401號公路交接，自此往北伸延，在登打士街（Dundas Street）設有北行入口和南行出口。公路其後往西北拐，從下方穿越羅斯蘭道（Rossland Road）後與湯頓道（Taunton Road）交匯。公路其後往東北拐，在溫徹斯特街（Winchester Street，即7號公路）設有北行出口和南行入口，隨後即抵達其北端終點並在一座三層交匯處與407號公路東延路段交接。

## 歷史
安省政府於1980年代中期落實興建407號公路，並計劃在杜林區惠特比鎮西部興建一條南北向高速公路（即杜林西部通道），以便連接407號和401號公路。杜林西部通道項目於1992年2月10日呈交惠特比鎮議會審視；當地居民有恐項目將為沿線地段增添噪音及破壞林德溪（Lynde Creek）的生態環境，反對項目的聲音亦隨之湧現。
然而，隨著安省經濟於1990年代中期面臨衰退，407號公路杜林區路段和杜林西部通道亦擱置興建，待2000年代中期才重見天日。加拿大聯邦政府於2007年3月宣佈為包括杜林西部通道在内的407號公路東延項目提供撥款，而項目環評報告則於2009年8月公佈。杜林西部通道與407號公路東延項目首期路段於2013年動工興建，而省府則於2015年2月宣佈將杜林西部通道編號為412號公路；編號來自鄰近與其平行的杜林區12號區道（即前安大略12號省道）。412號公路原定於2015年末完工，後延遲至2016年6月20日；省府宣佈該公路免收路費至2017年初。
2022年2月，省府宣布取消412號和418號公路收費，同年4月5日生效。

## 收費
412號公路從2022年4月5日起取消收費。在此之前，2020年2月1日起公路收費架構如下（每公里以加元計）：
| 時段                                                                          | 輕型車輛 | 單節重型車輛 | 多節重型車輛 |
| ----------------------------------------------------------------------------- | -------- | ------------ | ------------ |
| 上午尖峰時段 周一至周五早上6時至10時、 及下午3時至7時（假日例外）               | 29.66 ¢  | 59.32 ¢      | 88.97 ¢      |
| 工作日日間時段 周一至周五早上10時至下午3時                                    | 23.52 ¢  | 47.04 ¢      | 88.97 ¢      |
| 周末及假日日間時段 周末及假日早上11時至晚上7時                                | 22.50 ¢  | 45.00 ¢      | 67.50 ¢      |
| 離峰時段 周一至周五晚上7時至早上6時（假日例外）、 周末及假日晚上7時至早上11時 | 19.43 ¢  | 38.86 ¢      | 58.29 ¢      |

- 每次收費是根據車輛進入公路的時段而計算
- 407號公路的車內收發器亦可應用於412號公路
- 不設收發器的輕型車輛（電單車例外）每次使用公路時皆會被收取車輛號牌攝影機附加費；電單車則因車上通常缺乏適合安裝收發器的位置，因此不需繳付此項費用
- 法例規定使用此公路的重型車輛需安裝收發器；當局可向違例者徵收罰款

## 出口列表
下列為412號公路沿線的出入口，排序從南至北。此公路全線坐落杜林區境内。
| 城鎮   | 公里 | 目的地                         | 附註               |
| ------ | ---- | ------------------------------ | ------------------ |
| 惠特比 | 0    | 401號省道                      |                    |
| 惠特比 | 1    | 西登打士街 /                   | 南行出口及北行入口 |
| 惠特比 | 3    | 杜林28號區道 （西羅斯蘭道 / ） | 押後興建           |
| 惠特比 | 5    | 杜林4號區道 （西湯頓道 / ）    |                    |
| 惠特比 | 9    | 7號省道 （溫徹斯特街 / ）      | 北行出口及南行入口 |
| 惠特比 | 10   | 407號省道                      |                    |

## 外部連結
- （英文）Highway 407 （页面存档备份，存于）－407號公路東延項目網站（包含412號公路資訊）